# A la caza del tesoro
A la caza del tesoro fue un concurso de televisión, emitido por TVE en 1984, con dirección de León Urzáiz.

## Mecánica
Una pareja de concursantes (hombre y mujer) acuden al plató del programa, donde son recibidos por la presentadora Isabel Tenaille. Desde allí se les asigna una misión: Encontrar tres tesoros en un plazo inferior a los 45 minutos en un territorio. Sin embargo, para ello no se moverán del plató, sino que deben ir dando instrucciones al reportero Miguel de la Quadra Salcedo en viaje permanente en helicóptero, y a través de las sucesivas pistas que vayan descubriendo.
El programa es una versión de un concurso de la televisión francesa titulado La Chasse aux trésors.
Las localizaciones incluyeron Sri Lanka, Marruecos o Latinoamérica.

## Versiones
- Bélgica (RTBF), Canadá (SRC), Francia (A2), Luxemburgo (RTL), Mónaco (TMC) Suiza. (TSR/SSR), presentado por Philippe de Dieuleveult: La chasse au trésor.
- Gran Bretaña (Channel Four) presentado por Anneka Rice y Annabel Croft: Treasure Hunt
- Portugal, presentado por Catarina Furtado: Caça ao tesouro.
- Italia (RAI1) presentado por Jocelyn Hattab: Caccia al tesoro.
- Holanda, presentado por Ian de Vriès: Op jacht naar de schat.
- Dinamarca, Suecia y Noruega presentado por Johan Torén.
- Japón presentado por Shinji Yamashita.
- Yugoslavia, Sudáfrica, Israel.

## Programas
| A la caza del tesoro  |                                     |                           |                     |
| Fecha                 | Lugar                               | Concursantes              | Tesoros encontrados |
| 8 de enero de 1984    | Provincia Central, Sri Lanka        | Ana y Jerónimo            | dos                 |
| 15 de enero de 1984   | Bretaña, Francia                    | Alejandro y Carmen        | dos                 |
| 22 de enero de 1984   | Sídney, Australia                   | Asunción y Juan Ignacio   | tres                |
| 29 de enero de 1984   | Bosnia, Yugoslavia                  | Fernando y María Jesús    | dos                 |
| 5 de febrero de 1984  | Gyeongsang del Norte, Corea del Sur | Carmen y Enrique          | tres                |
| 12 de febrero de 1984 | Hong Kong                           | Antonio y Maribel         | dos                 |
| 19 de febrero de 1984 | Isla Canguro, Australia             | Juan Luis y Laura         | dos                 |
| 26 de febrero de 1984 | Región de Fez-Mequinez, Marruecos   | Antonio y Elena           | tres                |
| 4 de marzo de 1984    | Sicilia, Italia                     | Ana y Pedro               | dos                 |
| 11 de marzo de 1984   | Cartagena de Indias, Colombia       | Antonio y María Antonieta | dos                 |
| 18 de marzo de 1984   | Granada, España                     | Ángeles y Juan Ignacio    | tres                |
| 25 de marzo de 1984   | Las Vegas, Estados Unidos           | Juan Francisco y Marina   | dos                 |
| 1 de abril de 1984    | La Habana, Cuba                     | Ángel y Celsa             | dos                 |
| 8 de abril de 1984    | Moyen-Ogooué, Gabón                 | José y María Jesús        | dos                 |
| 15 de abril de 1984   | Cádiz, España                       | Antonio y Marisa          | tres                |
| 22 de abril de 1984   | Malta                               | Carlos y Silvia           | dos                 |
| 6 de mayo de 1984     | Congo Central, Zaire                | Montserrat y Óscar        | tres                |
| 13 de mayo de 1984    | Altos Pirineos, Francia             | Bartolomé y Remedios      | dos                 |

## Banda sonora
La sintonía de cabecera del programa estaba compuesta por el dúo musical de tecno-pop Azul y Negro, con el tema "Fu Man Chu".

## Curiosidades
TVE había estado publicitando el programa bajo el título de En busca del tesoro, aunque pocos días antes debieron modificarlo por exigirlo así el contrato con la productora original francesa.